# آيت بوحادجي (آيت علي أوحماد)
آيت بوحادجي هو دُوَّار يقع بجماعة سيدي يحيى أو ساعد، إقليم خنيفرة، جهة بني ملال خنيفرة في المملكة المغربية. ينتمي الدوّار لمشيخة آيت علي أوحماد التي تضم 5 دواوير. يقدر عدد سكانه بـ 421 نسمة حسب الإحصاء الرسمي للسكان والسكنى لسنة 2004.

## وصلات خارجية
- البوابة الوطنية للجماعات الترابية
- المندوبية السامية للتخطيط